# Fabian Giger
Fabian Giger (Rieden, 18 de julio de 1987) es un deportista suizo que compite en ciclismo de montaña en la disciplina de campo a través.
Ganó dos medallas de plata en el Campeonato Europeo de Ciclismo de Montaña, en los años 2014 y 2016. En los Juegos Europeos de Bakú 2015 obtuvo la medalla de bronce en la prueba de campo a través.

## Medallero internacional
| Juegos Europeos    | Juegos Europeos       | Juegos Europeos   | Juegos Europeos |
| Año                | Lugar                 | Medalla           | Competición     |
| ------------------ | --------------------- | ----------------- | --------------- |
| 2015               | Bakú (Azerbaiyán)     | Medalla de bronce | Campo a través  |
| Campeonato Europeo |                       |                   |                 |
| Año                | Lugar                 | Medalla           | Competición     |
| 2014               | St. Wendel (Alemania) | Medalla de plata  | Campo a través  |
| 2016               | Huskvarna (Suecia)    | Medalla de plata  | Campo a través  |